# 金錫蕃
金錫蕃（1826年—？），字翰卿，原字翰岑，号墨楼，内务府镶黄旗汉军人。清朝政治人物、進士出身。

## 生平
咸丰五年，乙卯科顺天乡试中舉。咸豐九年（1859年），因會試咨文被搶劫，無法參加當年會試。同治四年，登乙丑科进士，同治六年任福建永泰县知縣。同治十年至光緒四年，任晋江县知县。
有族亲金朝觀，嘉庆十六年进士、金玉麟，道光十八年进士。